# Iglesia de Nuestra Señora de Gracia (Canales)
La iglesia de Nuestra Señora de Gracia es una iglesia de la localidad española de Canales, Granada.

## Historia
Con la construcción de la presa de Canales y la desaparición del pueblo del mismo nombre bajo las aguas, se construyó una nueva iglesia en el nuevo Canales, bajo la dirección de Carlos Pfeifer de Formica-Corsi.

## Descripción
De planta octogonal, su estructura son pilares metálicos, y esta totalmente acristalada hasta una cubierta diédrica de teja y con elevación ascendente hacia el altar. Su altar se ubica al borde de una de las paredes que contienen a la presa de Canales, por lo que la impresionante imagen que compone el fondo de perspectiva de la iglesia es la propia naturaleza, los montes que rodean a la presa, sus bosques de pinos y la propia balsa de agua. Un patio ajardinado, con bancos y una pequeña fuente compone el ritual de ingreso a esta pequeña iglesia.